# スターバト・マーテル (ハイドン)
スターバト・マーテル Hob.XXbisは、フランツ・ヨーゼフ・ハイドンが1767年に作曲した声楽作品。13曲からなる大規模な受難オラトリオ風の作品である。
大部分の曲が遅く、短調の曲と長調の曲が交替する。この点で後の『十字架上のキリストの最後の7つの言葉』と共通する。
演奏時間は約1時間。

## 概要
1766年3月にエステルハージ家の楽長ヴェルナーが没し、副楽長だったハイドンが楽長に就任すると、『チェチリア・ミサ』を皮切りに、それまでヴェルナーの担当だった宗教作品を次々に発表した。『スターバト・マーテル』もその中の1曲である。
『スターバト・マーテル』には自筆原稿がないが、1768年の手紙の中で1年前に作曲したと言っているため、1767年の作曲と考えられる。
当時の教会音楽、とくに当時ウィーンに住んでいたハッセの影響を受けており、ハイドンは筆写譜をハッセに送っている。
1771年3月29日にはウィーンのマリア・トロイ教会（ピアリスト教会）で演奏された。
1780年代にはいると、この曲はヨーロッパ中で有名になった。晩年のオラトリオ『天地創造』以前、『スターバト・マーテル』はハイドンのもっとも有名な声楽曲だった。
パリでは1781年にコンセール・スピリチュエルによって初演され、好評のため4回演奏された。ロンドン、ドイツ各地、ローマでも演奏された。
1803年には弟子のノイコムによってオーケストレーションがやり直された。1802年の『ハルモニー・ミサ』を最後としてハイドンは毎年のミサ曲の作曲をやめたため、1803年9月にミサ曲のかわりに演奏された可能性があるという。
歌詞は本来のスターバト・マーテルとは少し異なっている。とくに第12曲の「Fac me cruce」の部分（第19詩節）は本来のスターバト・マーテルには存在せず、他の作曲家の作品にも見えない。

## 編成
- ソプラノ、アルト、テノール、バス、4部合唱。
- オーボエ2（コーラングレ持ちかえ）、弦楽、オルガン。

第2曲と第10曲ではオーボエにかわってコーラングレが使用される。ハイドンは同時期の大オルガン・ミサでもコーラングレを使用している。

## 構成
1. Stabat Mater dolorosa - ラルゴ、ト短調、テノール独唱と合唱。
2. O quam tristis - ラルゲット、変ホ長調、アルト独唱。
3. Quis est homo - レント、ハ短調、合唱。
4. Quis non posset - モデラート、ヘ長調、ソプラノ独唱。
5. Pro peccatis - アレグロ・マ・ノン・トロッポ、変ロ長調、バス独唱。
6. Vidit suum - レント、ヘ短調、テノール独唱。
7. Eia Mater - アレグレット、ニ短調、合唱。
8. Sancta Mater - ラルゲット、変ロ長調、ソプラノとテノールの独唱。
9. Fac me vere - ラグリモーゾ、ト短調、アルト独唱。
10. Virgo virginum praeclara - アンダンテ、変ホ長調、独唱者たちと合唱。
11. Flammis orci ne succendar - プレスト、ハ短調、バス独唱。
12. Fac me cruce - モデラート、ハ長調、テノール独唱。
13. Quando corpus - ラルゴ・アッサイ、ト短調、ソプラノとアルトの独唱と合唱。
最後の「Paradisi gloria」はソプラノ独唱と合唱によるト長調のアーメン・フーガになる。